# 斯凱岩
斯凱岩（英語：Sky Rock），是南極洲的岩石，位於南喬治亞群島，處於韋爾科姆群島南端，海拔高度3米，在1930年由英國研究隊繪入地圖和命名，由英國海外領土管轄。